# Letneo
Letneo is een bestuurslaag in het regentschap Timor Tengah Utara van de provincie Oost-Nusa Tenggara, Indonesië. Letneo telt 1580 inwoners (volkstelling 2010).